# Aimé Millet
Pour les articles homonymes, voir Millet.
Aimé Millet né le 28 septembre 1819 à Paris, où il meurt le 14 janvier 1891, est un sculpteur, médailleur et peintre français.

## Biographie

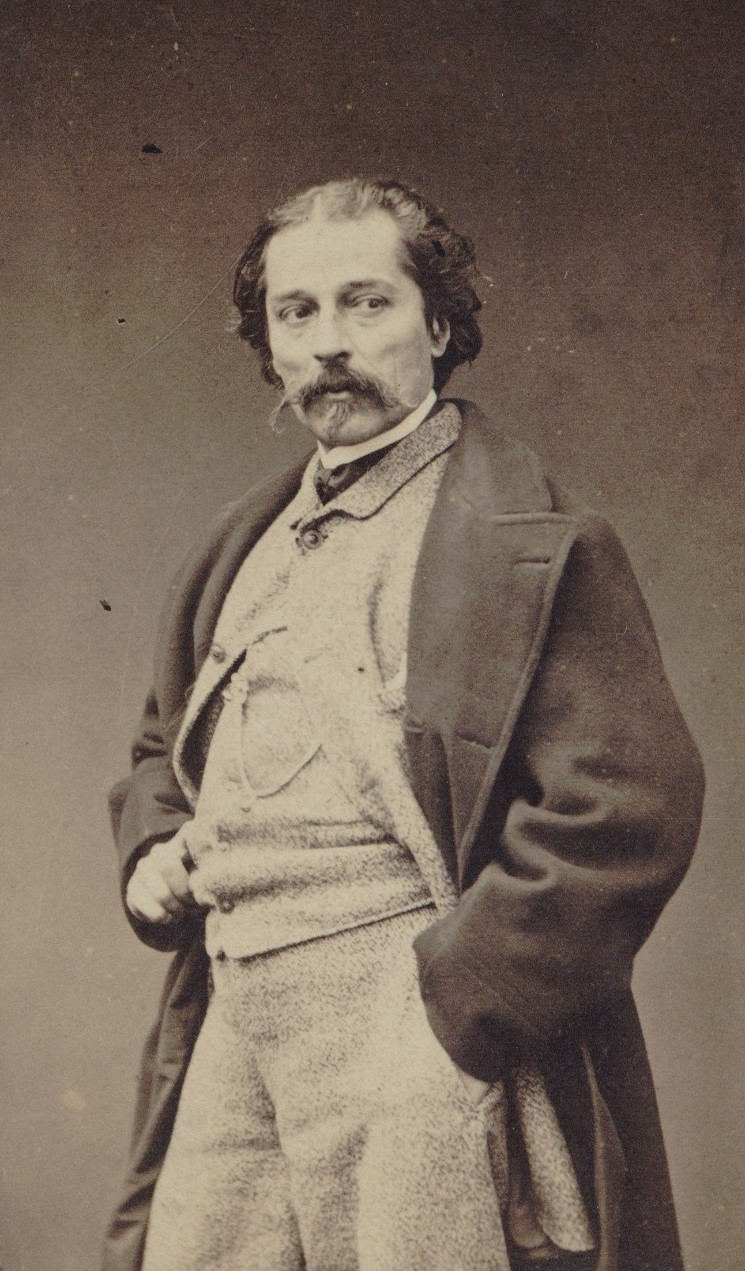
Aimé Millet photographié par Pierre Petit en 1865, Paris, BnF.

Aimé Millet est le fils du miniaturiste Frédéric Millet et de Marie Henriette Rioux, le frère du compositeur Émile Millet,, ainsi que l'oncle de l'architecte Louis Julian Millet. Il n'a pas de liens familiaux avec le peintre Jean-François Millet.
Il est élève à l'Institution Morin et, avant 1829, entre au collège de Versailles puis il étudie à l'École royale de dessin, rue de l'École-de-Médecine. Il travaille quelque temps chez le sculpteur bronzier Antoine Desboeufs (1793-1862). En 1836, il est reçu premier à l'École des beaux-arts de Paris et intègre l'atelier de David d'Angers. En 1840, il commence à produire ses premières œuvres sculptées, après avoir exécuté des dessins et peintures. Il est cependant considéré comme un peintre mineur. À partir de 1861, Aimé Millet devient vice-président de la Société nationale des beaux-arts. Il se marie en 1864.
Aimé Millet est nommé professeur à la petite École en février 1870. Il y a notamment pour élèves Louis Majorelle, Berthe Morisot, François Pompon et Lucien Pallez. Il est l'ami du sculpteur Pierre Louis Rouillard. Il reçoit la Légion d'honneur en 1859.
Il réalise plusieurs monuments aux morts de la guerre de 1870.
Millet meurt le 14 janvier 1891 à son domicile au 21, boulevard des Batignolles dans le 8e arrondissement de Paris et est inhumé dans la même ville au cimetière de Montmartre (22e division). Le 1er août 1891, sa veuve fait une donation pour instituer un prix Aimé Millet, récompensant le meilleur élève en sculpture d'après l'antique.

## Œuvres dans les collections publiques

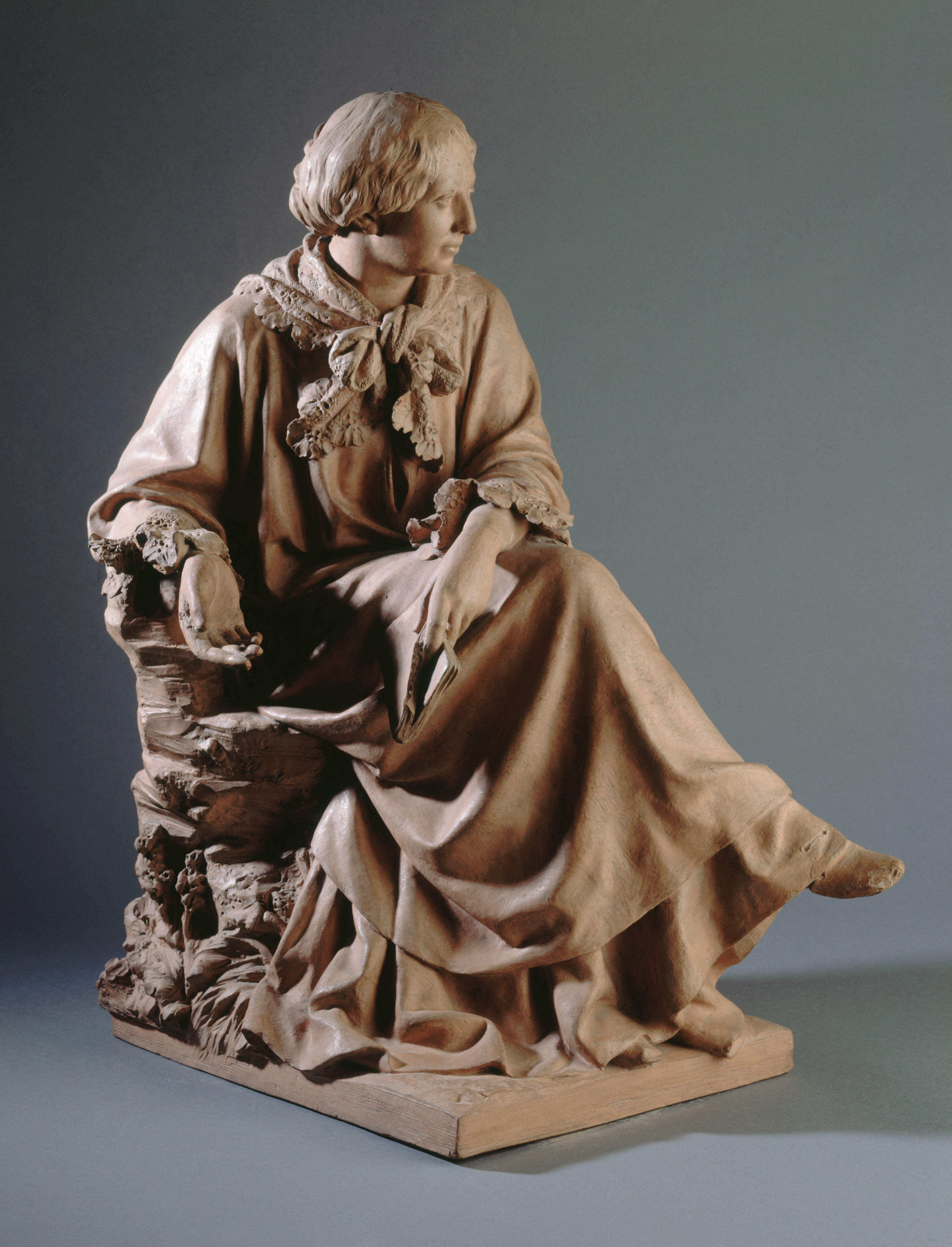
Modèle de la statue de George Sand élevée à la Châtre, Paris, musée de la Vie romantique.

- Alise-Sainte-Reine : Monument à Vercingétorix, 1865, statue monumentale de 6,60 mètres de haut sur un socle de granit de 7 mètres, en tôle de cuivre battue et repoussée. Commande de Napoléon III, érigée sur le Mont Auxois du site d'Alésia le 27 août 1865. Napoléon III choisit d'y faire inscrire : « La Gaule unie, formant une seule nation, animée d'un même esprit, peut défier l'univers », phrase qu'aurait prononcée Vercingétorix devant ses troupes, selon César[12]. Est gravée également sur le socle : « Napoléon III, empereur des Français, à la mémoire de Vercingétorix »[13] ;

- Amiens, musée de Picardie : 
  - La Jeunesse effeuillant des roses, 1862, statue en plâtre, modèle de la statue du tombeau d'Henry Murger au cimetière Montmartre ;
  - Phidias, 1886, statue en plâtre.
- Blois : Monument à Denis Papin, 1880, statue en bronze, Thiébaut frères fondeurs[14].
- Bourg-en-Bresse : Monument à Edgar Quinet, 1883, statue en bronze, envoyée à la fonte sous le régime de Vichy dans le cadre de la mobilisation des métaux non ferreux[15].
- Clermont-Ferrand, musée d'Art Roger-Quilliot : Vercingétorix, 1865, plâtre peint.
- Douai, musée de la Chartreuse : L'Amérique du Sud, vers 1877, modèle en plâtre réalisé en collaboration avec Édouard Houssin.
- Dreux, chapelle royale : 
  - Gisant de Ferdinand d'Orléans, infant d'Espagne 1859 1873 fils d'Antoine, duc de Montpensier, dernier fils de Louis Philippe, marbre ;
  - Gisant de Louis d'Orléans, infant d'Espagne 1867 1874 fils d'Antoine, duc de Montpensier, dernier fils de Louis Philippe, marbre.
- Limoges : Monument à Louis Joseph Gay-Lussac, 1890, statue en bronze, envoyée à la fonte sous le régime de Vichy[16].
- Paris :
  - cité de Trévise, no 1 : Anatole de La Forge, 1870, médaillon en bronze ornant la plaque commémorative en hommage à l'homme politique. Un exemplaire est conservé à New York au Metropolitan Museum of Art[17].
  - École mutuelle, rue de Vaugirard : La Ville de Paris apporte l'instruction au peuple, 1850, bas-relief en pierre. La figure de l'artiste dessinant à droite est un autoportrait de Millet[18].
  - jardin du Luxembourg : Phidias, 1886, statue en pierre.
  - jardin des Tuileries : Cassandre se mettant sous la protection de Pallas, 1877, statue en marbre.
  - musée d'Orsay :
    - L'Amérique du Sud, vers 1877, en collaboration avec Édouard Houssin, fonte de fer, fait partie de la série des allégories des Six Continents exposées sur le parvis du musée, qui ornait initialement le palais du Trocadéro[19] ;
    - Ariane, bronze argenté.

  - musée de la Vie romantique : Modèle de la statue de George Sand élevée à la Châtre, terre cuite[20].
  - opéra Garnier : Apollon, la Poésie et la Musique, 1860-1869, groupe en bronze sur le toit de l'opéra.
  - palais du Louvre :
    - Mercure, marbre, façade sud de la cour Carrée ;
    - La Vigilance, vers 1860, statue en pierre, cour Carrée ;
    - Louvois, vers 1853, statue en pierre, cour Napoléon ;
    - Terpsichore, 1865, statue de marbre blanc. Autre version de la statue du groupe sommital de l'Opéra Garnier.
- Rennes, musée des Beaux-Arts :
  - Ariane, 1890, marbre, d'après une esquisse en terre cuite de 1857, détruite pendant la Seconde Guerre mondiale[21] ;
  - Mercure, Salon de 1859, plâtre ;
  - François-René de Chateaubriand, 1875, plâtre original.
- Saint-Malo : Monument à François-René de Chateaubriand, 1875, statue en bronze, envoyée à la fonte sous le régime de Vichy[22].

Œuvres d'Aimé Millet
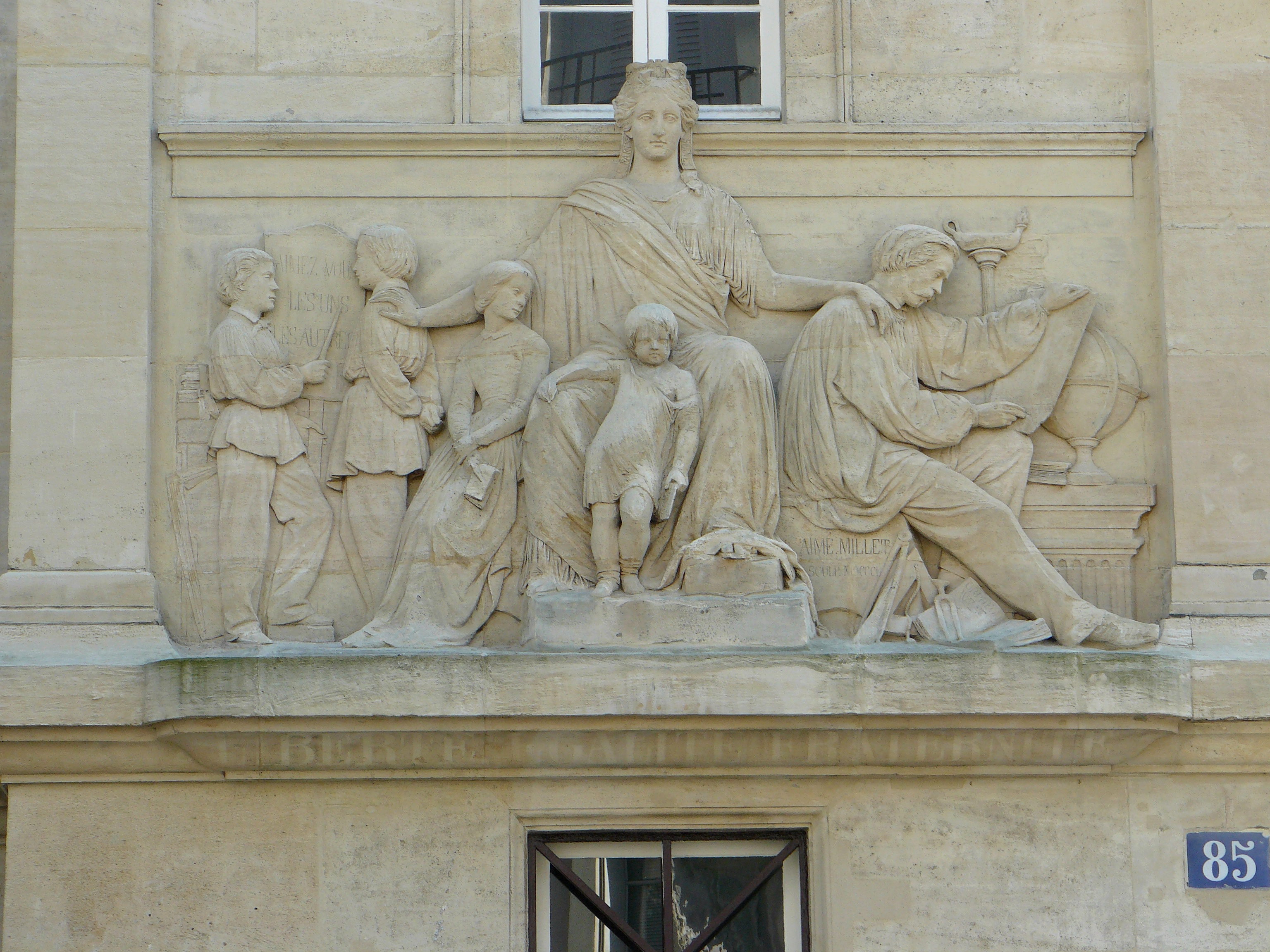
La Ville de Paris apporte l'instruction au peuple (1850), Paris, École mutuelle.
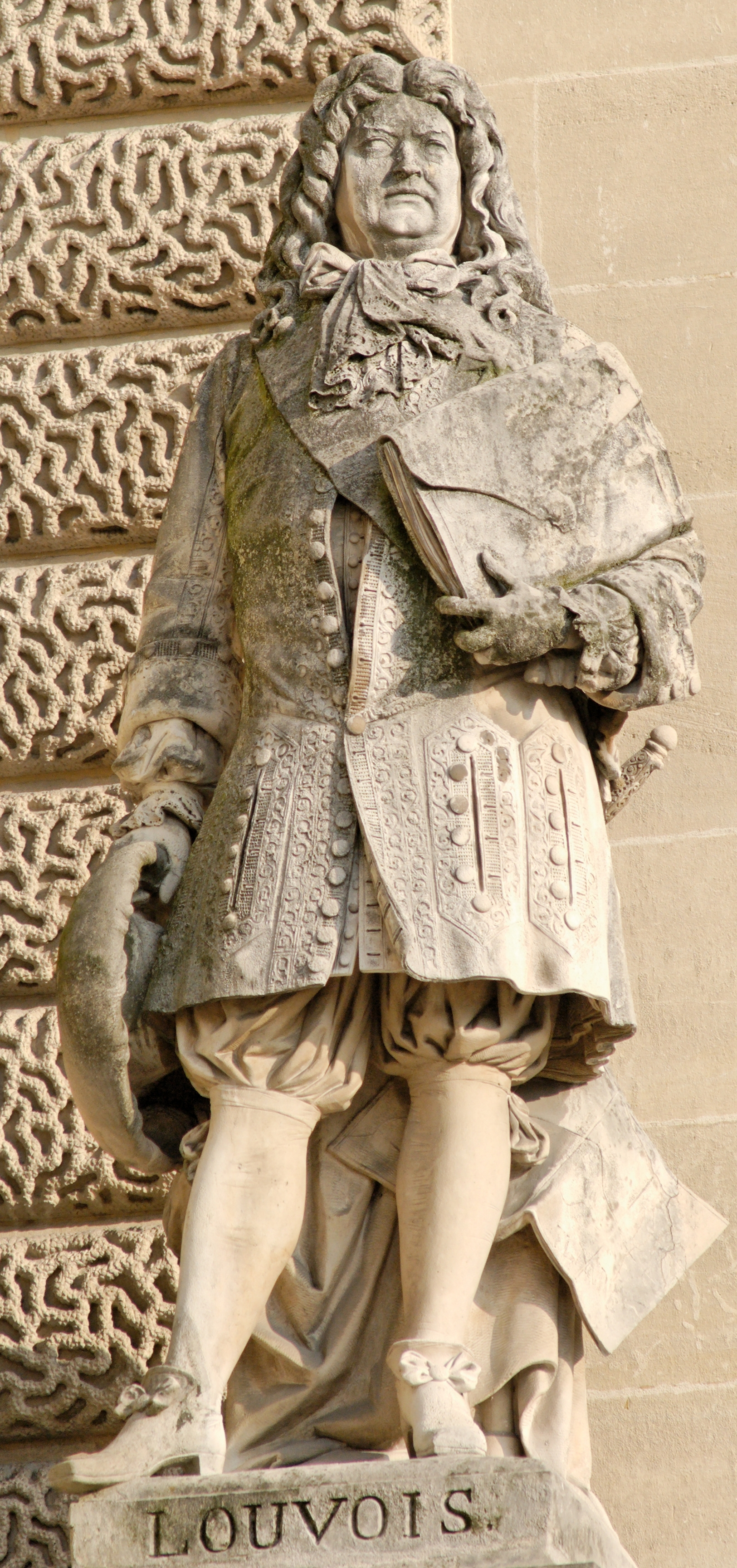
Louvois (vers 1853), Paris, palais du Louvre, cour Napoléon.
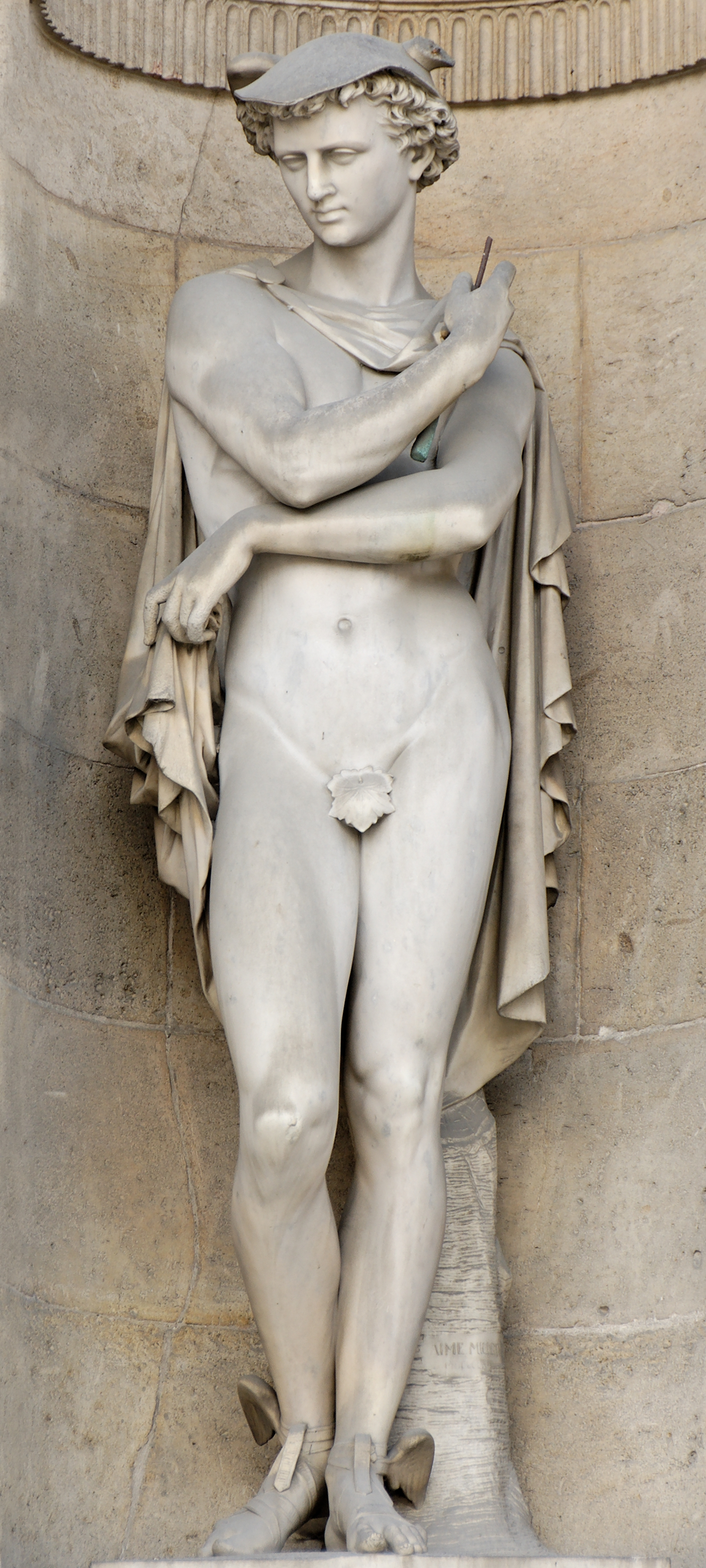
Mercure (1859), Paris, palais du Louvre, façade sud de la cour Carrée.
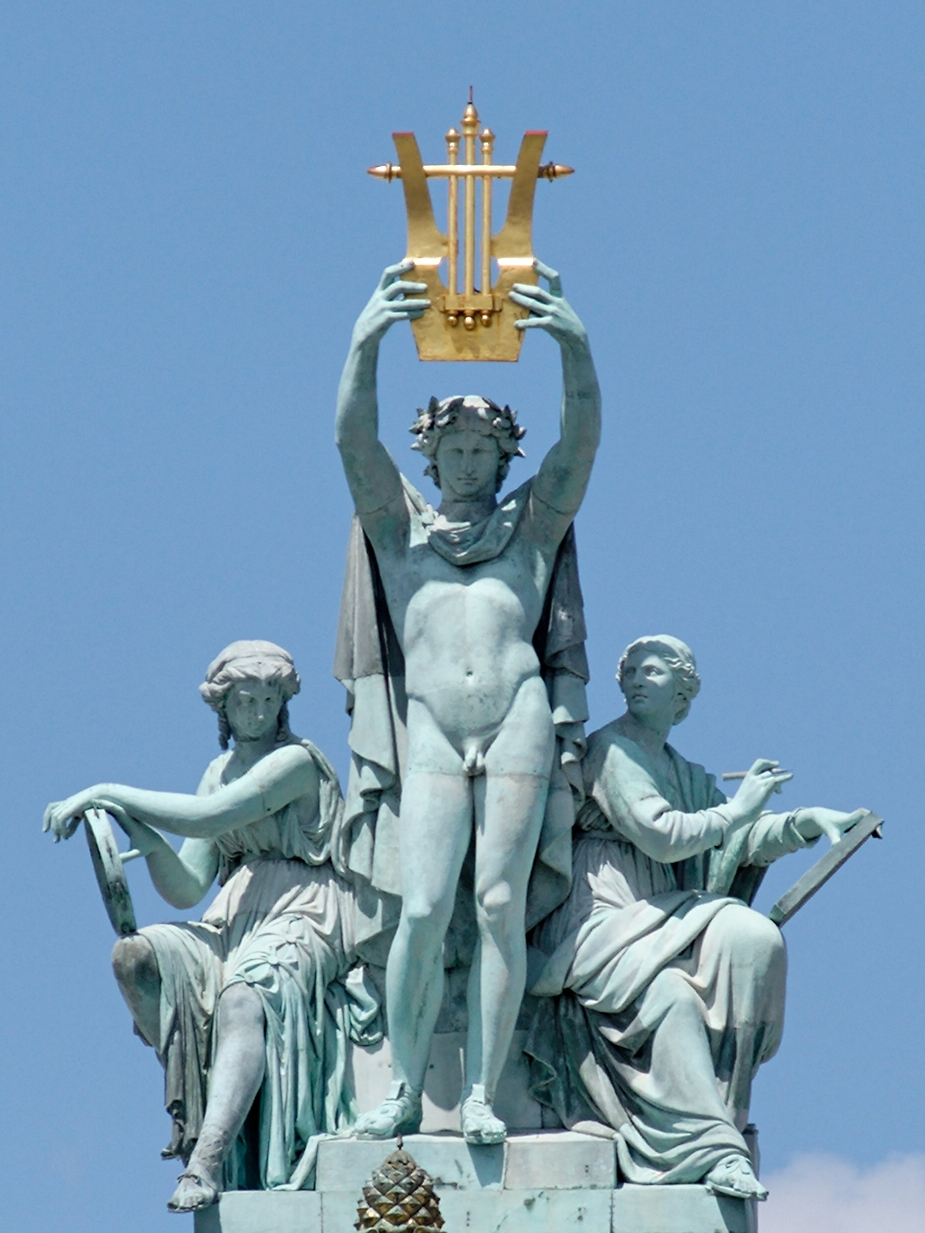
Apollon, la Poésie et la Musique (1860-1869), Paris, opéra Garnier.
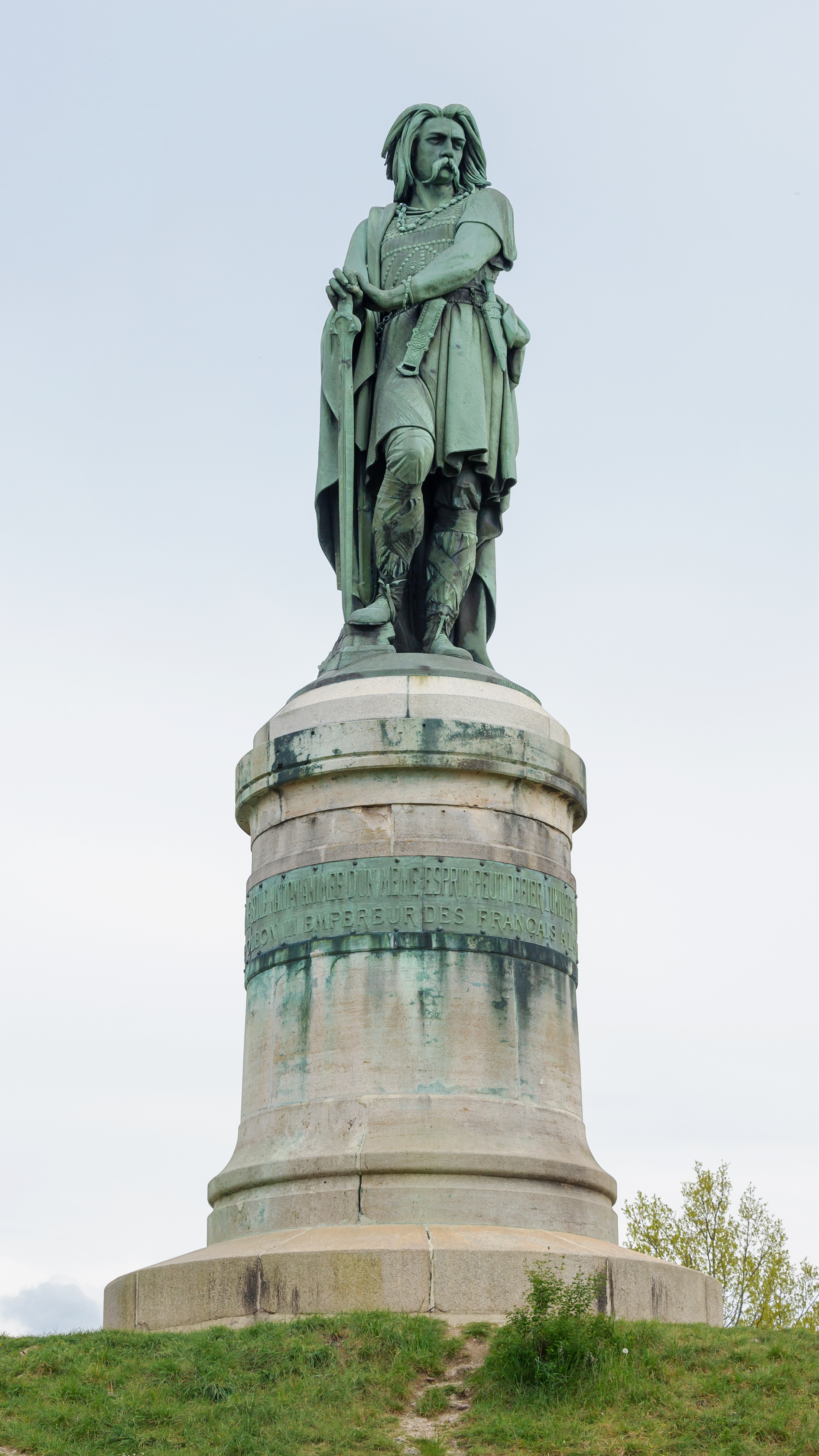
Monument à Vercingétorix (1865), Alise-Sainte-Reine.
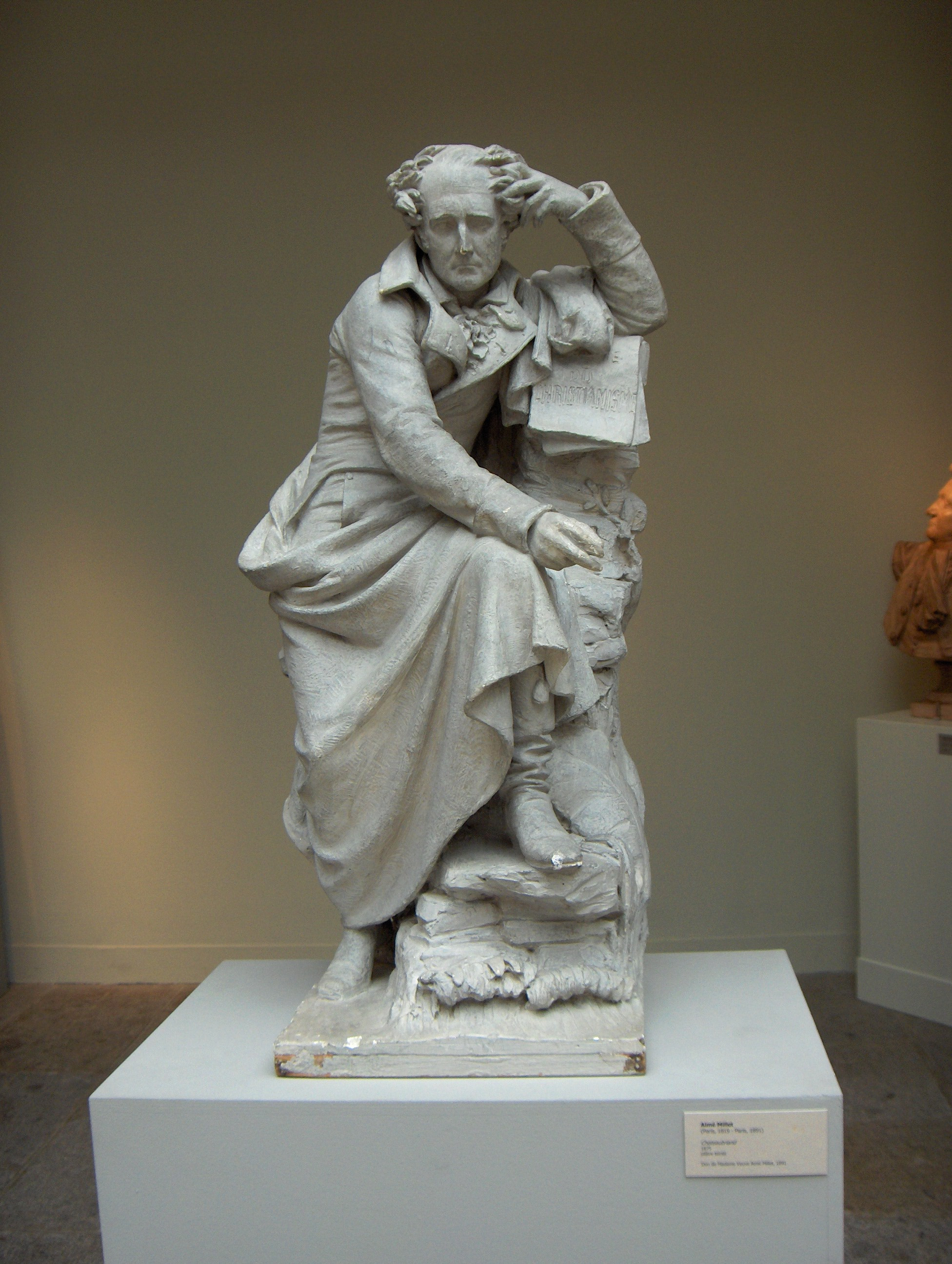
François-René de Chateaubriand (1875), musée des Beaux-Arts de Rennes.
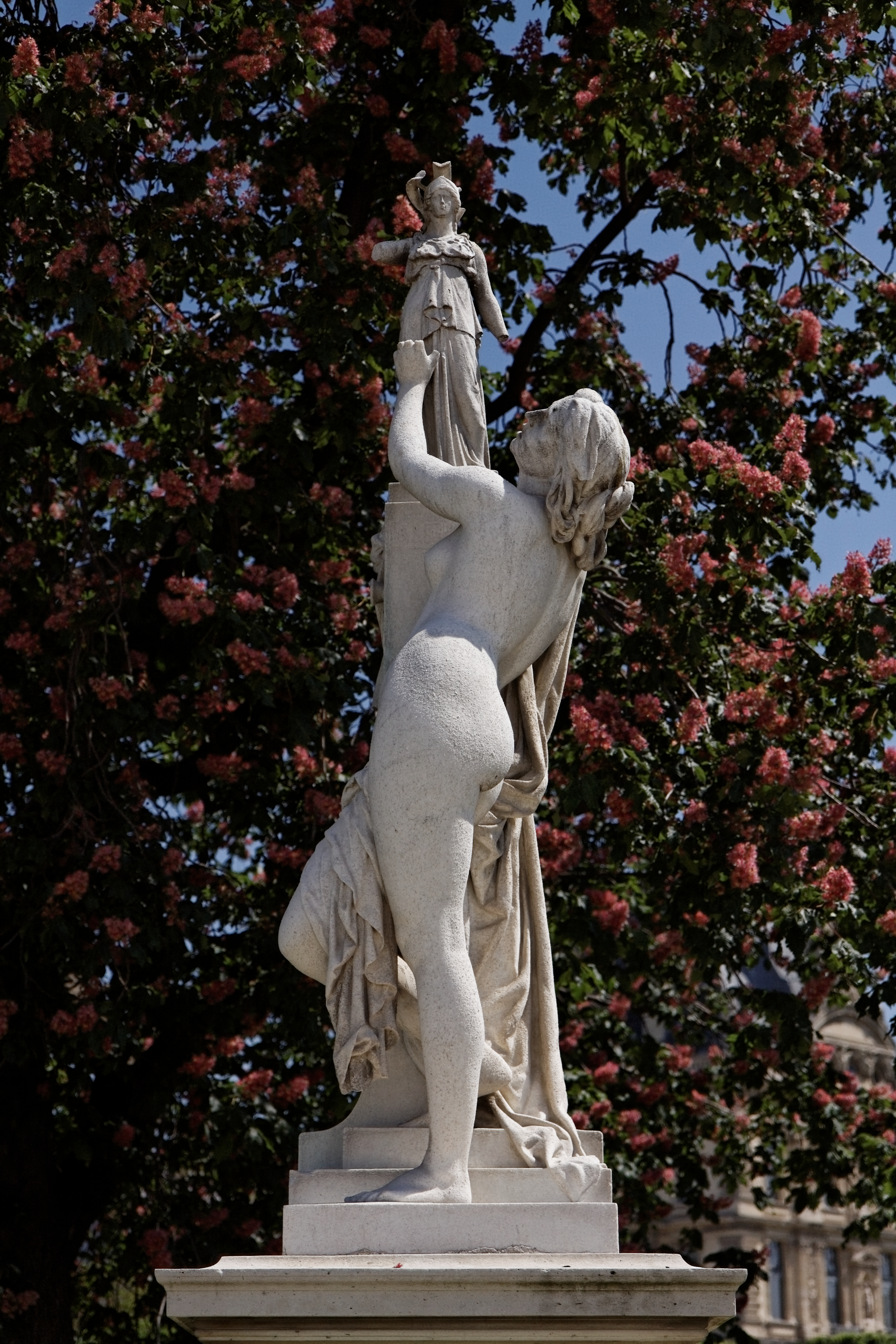
Cassandre se mettant sous la protection de Pallas (1877), Paris, jardin des Tuileries.
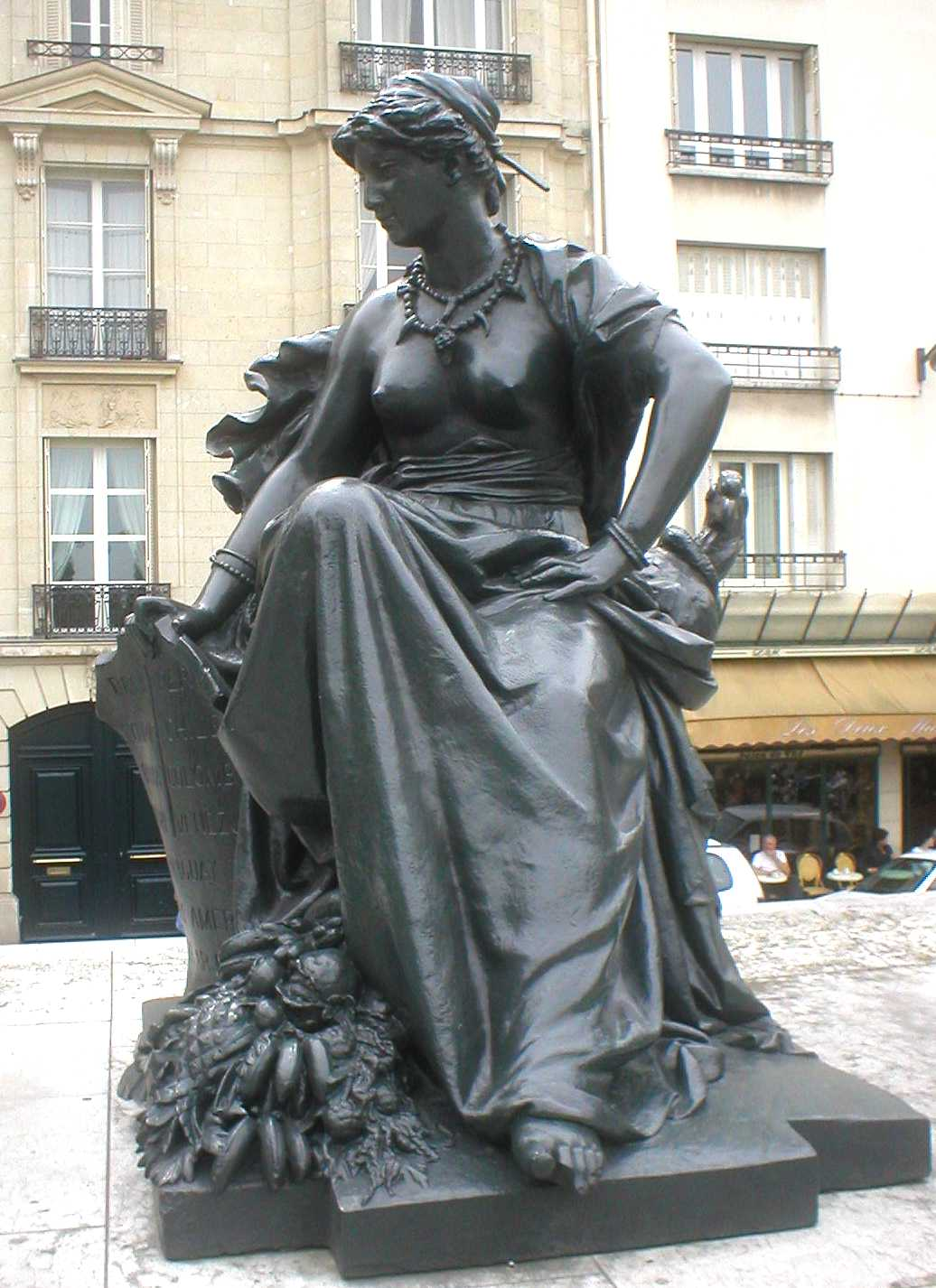
L'Amérique du Sud (vers 1877), Paris, parvis du musée d'Orsay.
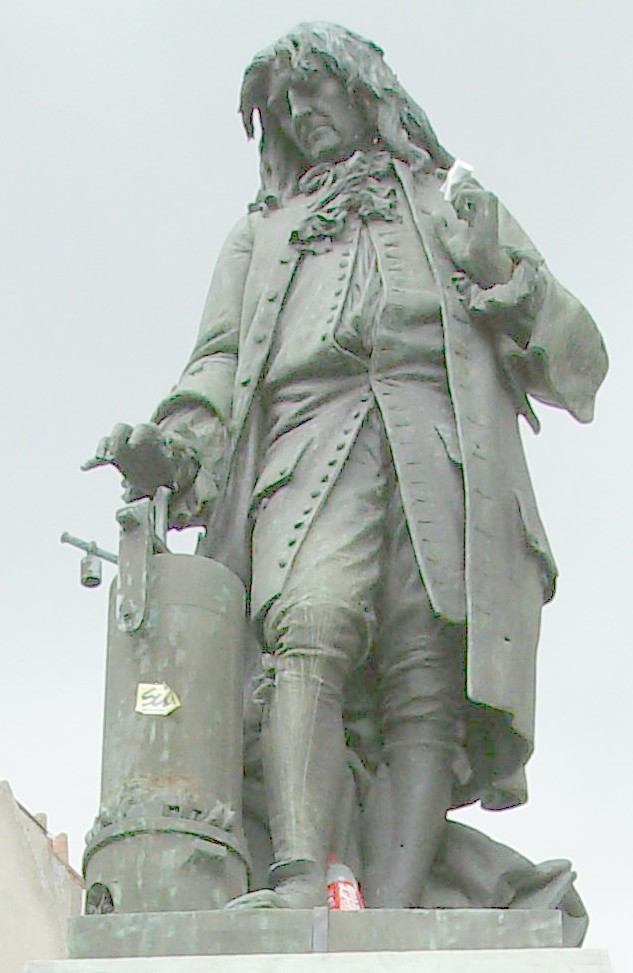
Monument à Denis Papin (1880, détail), Blois.
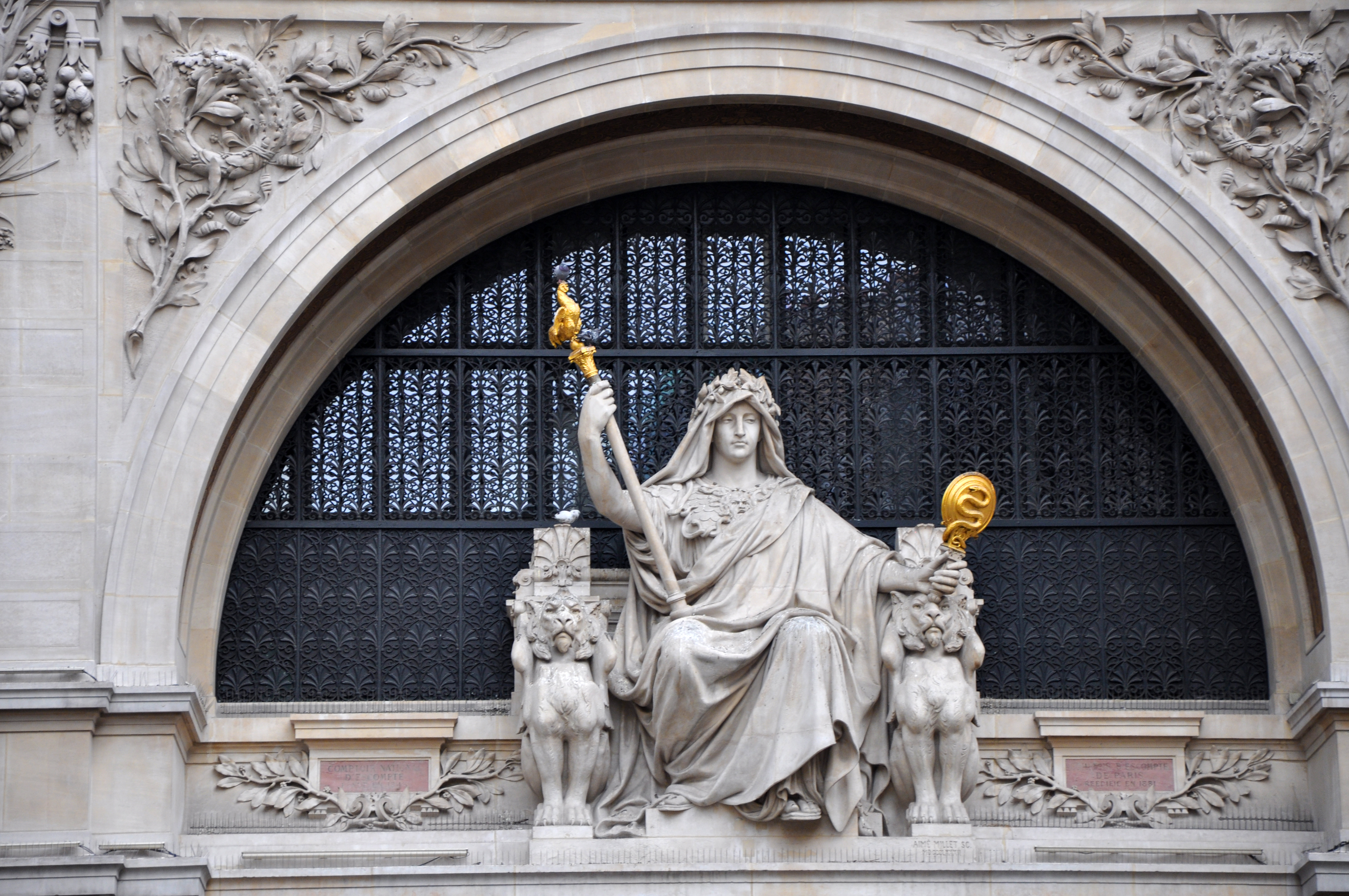
La Prudence (1882), Paris, siège de BNP-Paribas.
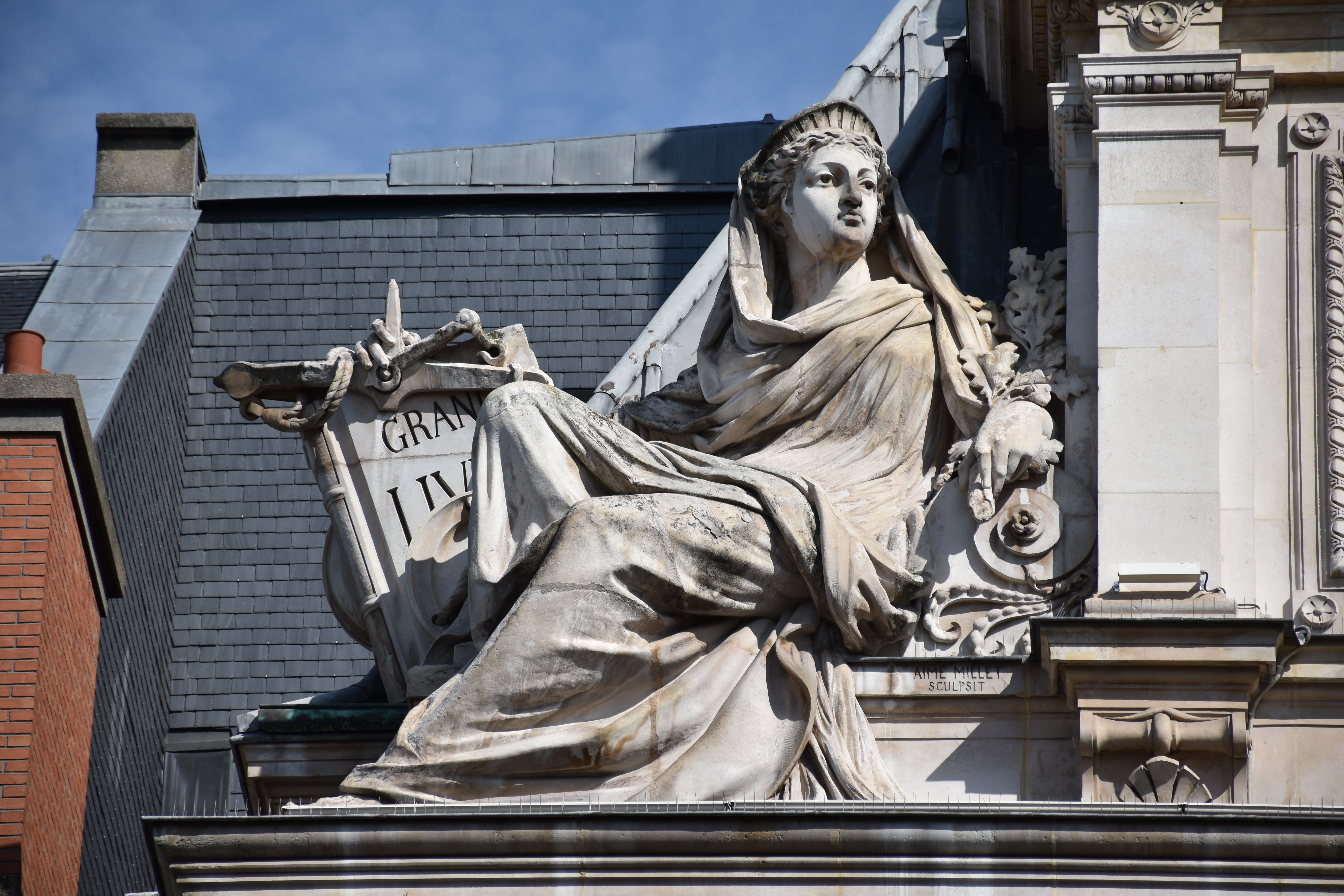
La Finance (1882), Paris, rue Bergère, façade du Comptoir national d'escompte.
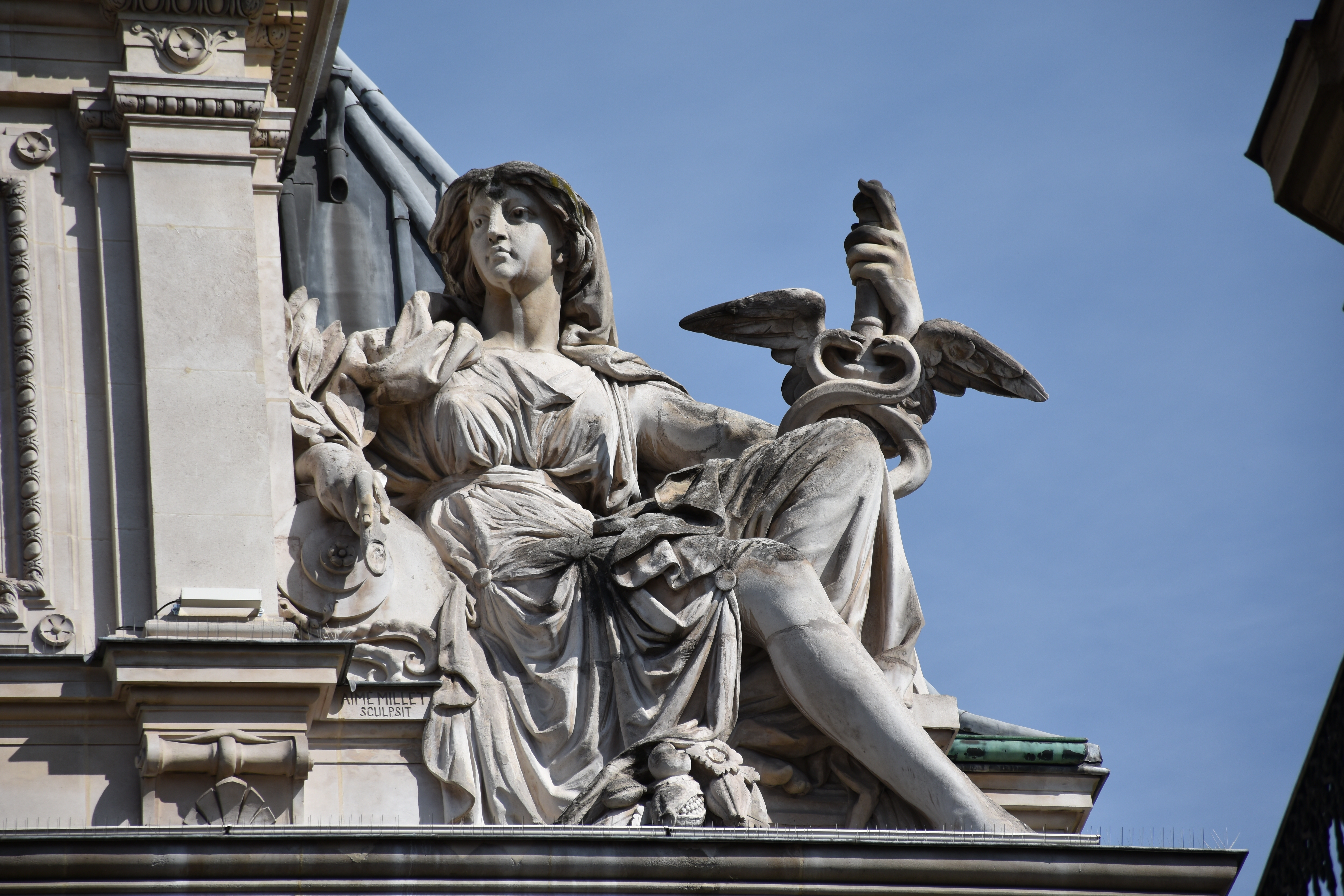
Le Commerce (1882), Paris, rue Bergère, façade du Comptoir national d'escompte.
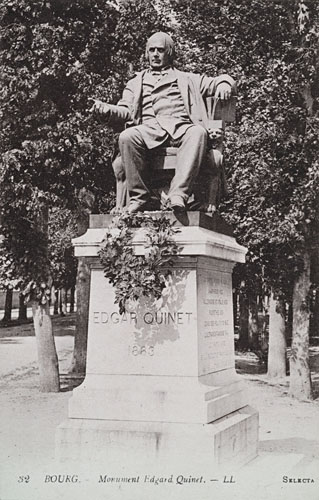
Monument à Edgar Quinet (1883), Bourg-en-Bresse (détruit).
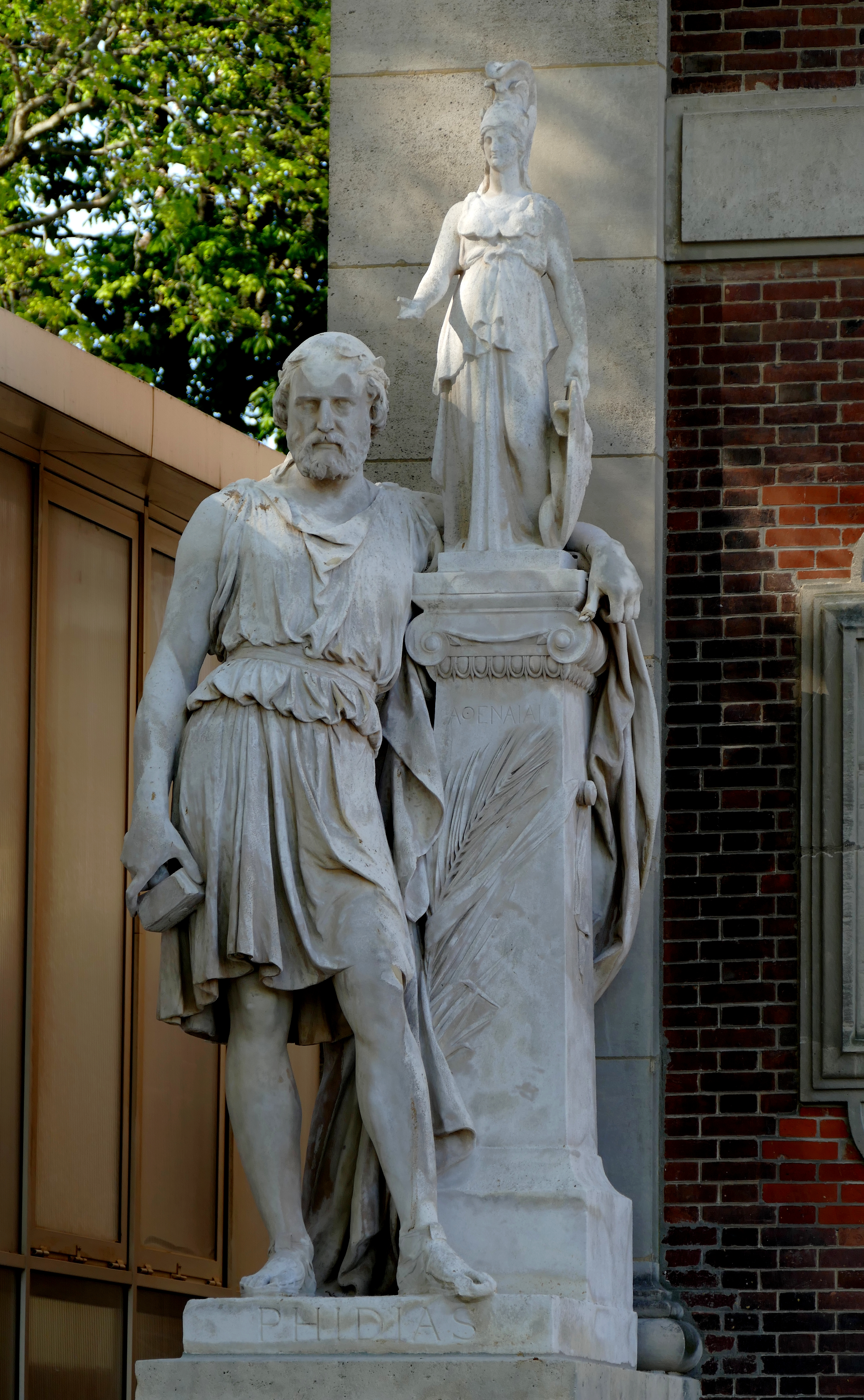
Phidias (1889), Paris, jardin du Luxembourg.

## Médailles
- Augustin Grosselin, 1870.

Médailles et médaillons par Aimé Millet
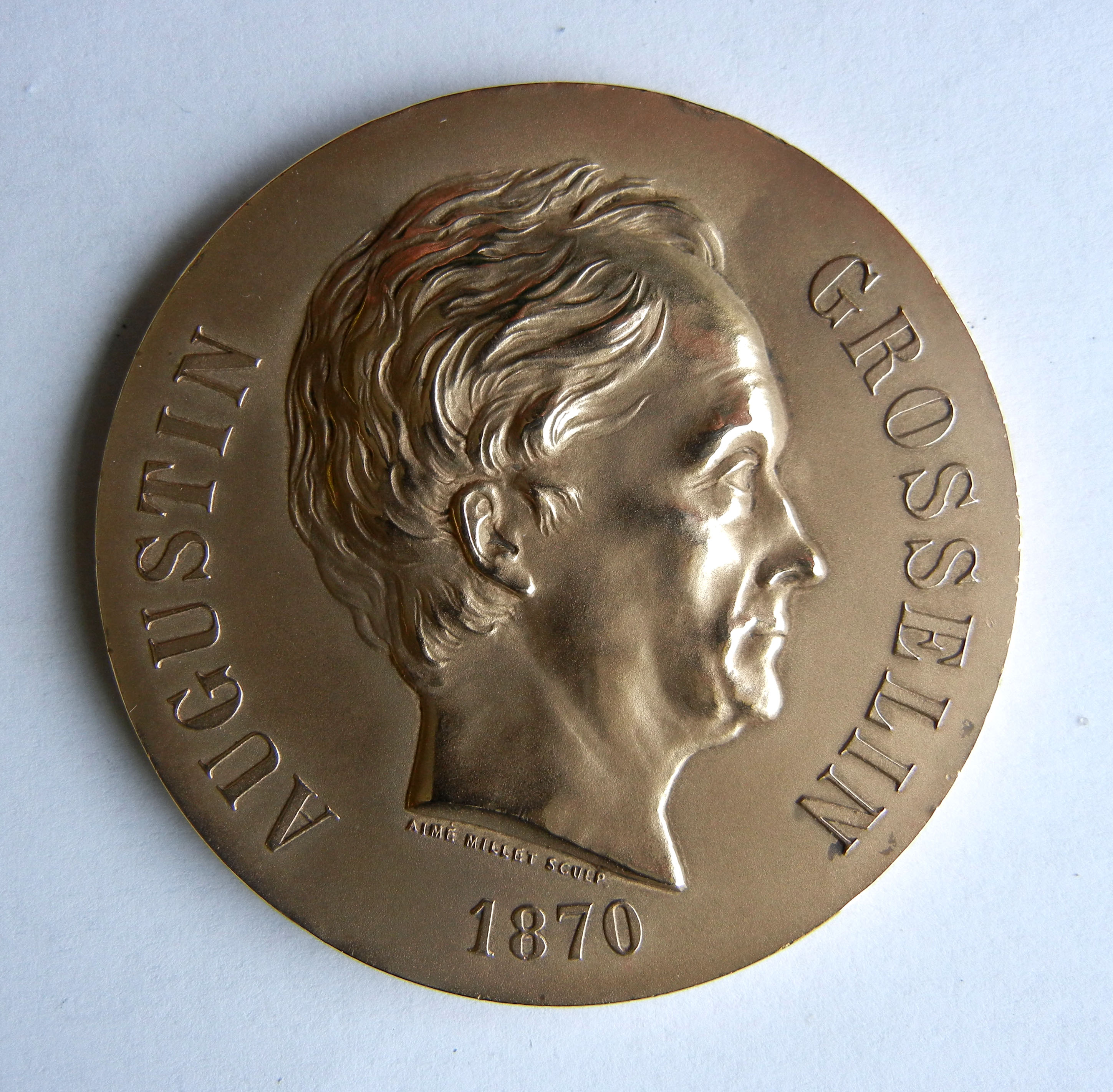
Augustin Grosselin (1800-1878), Institution des petites familles (1870), médaille, avers.
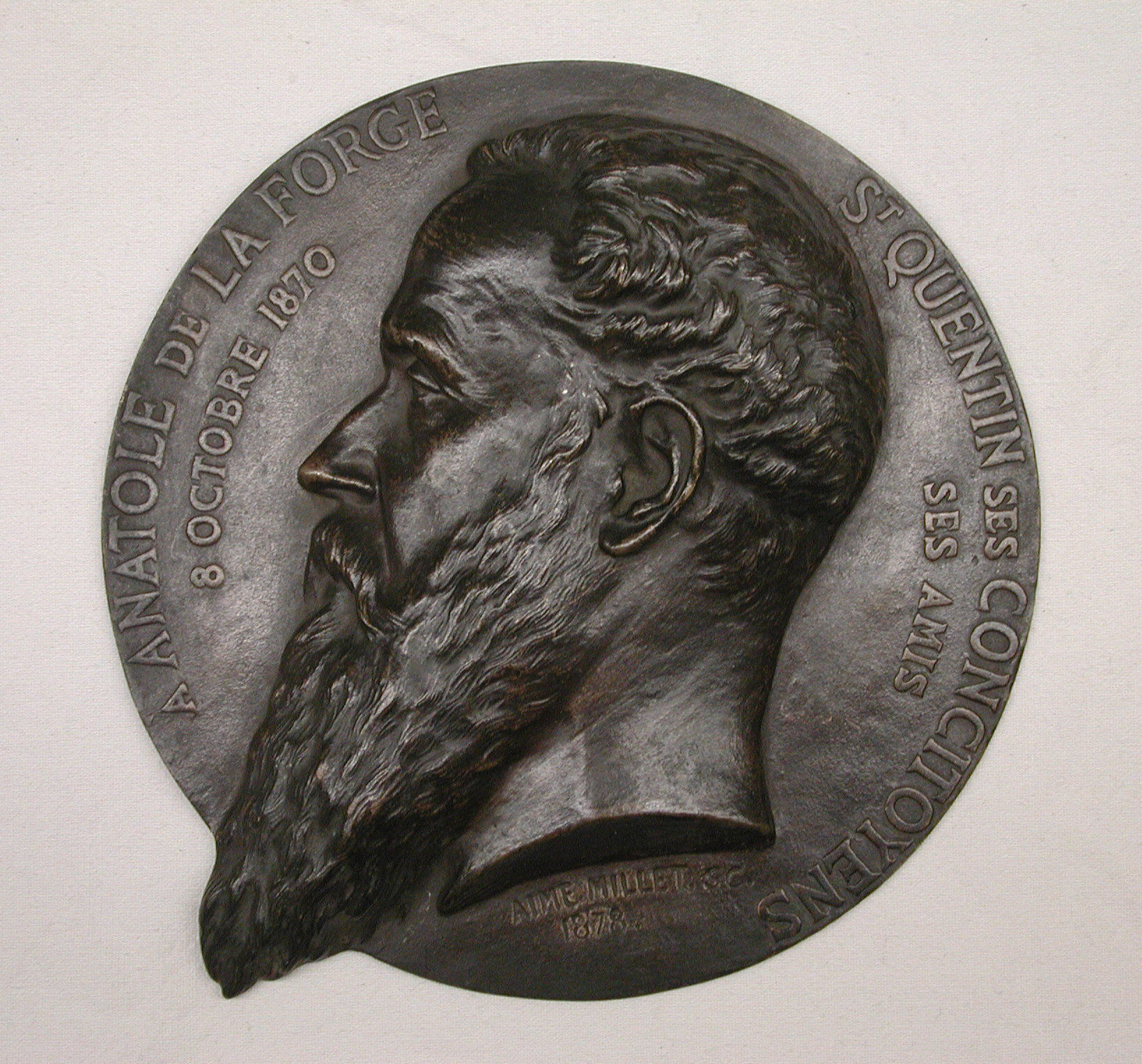
Anatole de La Forge, 1870, médaillon, New York, Metropolitan Museum of Art.

## Expositions
- Exposition universelle de 1862, Londres : Ariane.
- Exposition universelle de 1867, Paris : Ariane.
- Exposition universelle de 1878, Paris : L'Amérique du Sud.
- Exposition d'art français à Copenhague au Danemark, 1888 : Ariane.
- Exposition universelle de 1889, Paris : Phidias, plâtre.

## Élèves
- Jean Baffier (1851-1920)
- Michel Léonard Béguine[23] (1855-1929)
- Louis-Alexandre Bottée (1852-1910)
- Pauline Bouffé[23] (né en 1837)
- Alfred Caravanniez (1851-1915)
- Léon Chédeville[23] (1850-1883)
- Henri-Camille Danger (1857-1937)
- Louis-Émile Décorchemont (1851-1920)
- Alexandre Henri Delvaux (1856-1940)
- Georges Gardet (1863-1939)
- Henri Godet (1863-1937)
- Émile Oscar Guillaume (1867-1954)
- Georges Jean-Marie Haquette[23] (1854-1906)
- Édouard Lanteri (1848-1917)
- Firmin Pierre Lasserre (1870-1943)
- Charles Lebayle (1856-1898)
- Camille Lefèvre [23] (1853-1933)
- Louis Majorelle (1859-1926)
- Berthe Morisot (1841-1895)
- Lucien Pallez (né en 1853)
- Georges Petit de Chemellier (1835-1907)[24].
- François Pompon (1855-1933)
- Félix Rasumny (né en 1869)
- Ernest Auguste Révillon (1854-1927)
- René Rozet (1859-1939)[25],[23]
- Lucien Schnegg (1864-1909)
- Victor Ségoffin (1867-1925), en 1887-1888
- Lazare Sohos (1862-1911)
- Antoine Auguste Thivet (1856-1927)

## Hommages
Le sculpteur Émile Oscar Guillaume (1867-1954) présenta un buste en plâtre de son ancien professeur au Salon des artistes français de 1892. Ce buste fut inauguré le 15 janvier 1892 sur le tombeau du sculpteur au cimetière de Montmartre à Paris.

### Iconographie
- Nadar, Aimé Millet, vers 1856-1858, photographie, Los Angeles, Getty Center.« Aimé Millet », sur le site du J. Paul Getty Museum.